# 马可福音第16章
《馬可福音》第16章是基督教《新約聖經·馬可福音》的最後一章，是《新約全書》內容裡一章含有爭議性的內容，原因是有學者認為本章後半部是後人所加的。

## 内容
《馬可福音》第16章是本福音書的最後一章，全章共有20節，整章以抹大拉的馬利亞、耶穌及雅各的母親馬利亞及撒羅米三人發現耶穌的墓穴空置了，而且在那裡預見了一位白衣人，訴說耶穌的復活（16:1-6 （页面存档备份，存于））。之後耶穌再向兩位門徒現身，以及除了因為出賣耶穌而自殺身亡的加略人猶大以外的其他11位門徒現身。最後以耶稣升天作總結。
馬可福音現存最早的兩個抄本，寫作年份大約是西元三百多年左右，此二最早稿件的馬可福音第16章停止於第8節，也就是在白衣人告知了耶穌的復活以後，婦女們＂從墳墓那裡逃跑，又發抖又驚奇，什麼也不告訴人，因為他們害怕。＂（16:8 （页面存档备份，存于））。
聖經文字審辯學家很早就發現了馬可福音的不同結尾問題：馬可福音＂長結尾＂具有第9至20節的；＂馬可福音短結尾 （页面存档备份，存于）＂出現在6個希臘文馬可福音稿件，在第８節後多了２節經文；以及確實只停留在第8節的＂斷結尾＂。現代版本的聖經多數採用長結尾版本，也就是將結尾停留在第20節；然而現代多數學者認為，最原始的馬可福音結尾停留在16:8，而現代聖經中被採用的長結尾版本，是其後基督徒抄寫員的添加。在這多出來的12節經文中，耶穌首先向抹大拉的瑪利亞顯現，其後以另一種形象對兩位門徒顯現，其後是十一門徒（除了猶大以外的十二門徒）。經文的結尾是大使命，宣稱信而接受洗禮的，必然得救，不信的，必要被定罪，以及描繪耶穌被接上天，坐在上帝的右手邊。

## 相关研究

### 圣经批判學
本章的特別之處，在於學者對於本章的其中12節內容的真實性有爭議，原因是從第9節到20節的內容，在多個聖經抄本都沒有出現：
1. 有兩個在公元4世紀時的希臘文抄本到第8節就已結[1]；
  1. 一本在12世紀時評論上述兩個抄本的著作裡，馬可福音的第16章同樣於第8節完結[1]；
2. 一個以古拉丁文書寫的抄本有一個完全不同、而且更短的完結；
  1. 以上版本有多個在公元7世紀到9世紀的希臘文抄本；

此外，語言學家發現第9至20節所採用的文體及語言特質與整本《馬可福音》的其他內容並不相同，其差異足以讓專家質疑其真實性。

### 引用
1. 1 2  D. C. Parker, The Living Text of the Gospels (Cambridge: Cambridge University Press, 1997), p. 125

## 外部連結
- The various endings of Mark Detailed text-critical description of the evidence, the manuscripts, and the variants of the Greek text (PDF, 17 pages)
- Extracts from authors arguing for the authenticity of Mark 16:9–20 （页面存档备份，存于）
- Aichele, G., "Fantasy and Myth in the Death of Jesus" （页面存档备份，存于） A literary-critical affirmation of Mark's Gospel ending at 16:8.
- Did the Gospel End at 16:8 — and Would That Be a Problem? （页面存档备份，存于）
- Catholic Encyclopedia: Gospel of Saint Mark: Section IV. STATE OF TEXT AND INTEGRITY （页面存档备份，存于）
- Last Twelve Verses of the Gospel According to S. Mark Vindicated Against Recent Critical Objectors and Established （页面存档备份，存于） A Book written by Burgon, John William